# Sielsowiet bieliczański
Sielsowiet bieliczański (ros. Беличанский сельсовет) – jednostka administracyjna wchodząca w skład rejonu biełowskiego w оbwodzie kurskim w Rosji.
Centrum administracyjnym sielsowietu jest sieło Bielica.

## Geografia
Powierzchnia sielsowietu wynosi 75,19 km².

## Historia
Status i granice sielsowietu zostały określone 21 października 2004 roku.

## Demografia
W 2017 roku sielsowiet zamieszkiwało 1039 mieszkańców.

## Miejscowości
W skład sielsowietu wchodzą miejscowości: Bielica, Sosnowyj Bor (tam znajduje się najbliższa stacja kolejowa) i Suchodoł.